# Dikoka
Dikoka ist ein Kanton im gabunischen Departements Douya-Onoy innerhalb der Provinz Ngounié. Mit Stand von 2013 wurde die Einwohnerzahl auf 1152 bemessen. Es liegt auf einer Höhe von 302 Metern.